# UC AlbinoLeffe
Unione Calcio AlbinoLeffe is een Italiaanse voetbalclub uit Leffe en Albino, twee steden uit Bergamo, Lombardije.
AlbinoLeffe speelt zijn thuiswedstrijden in het Atleti Azzurri d'Italia-stadion, in de stad Bergamo. De officiële kleuren zijn blauw en azuurblauw.

## Geschiedenis
De club is opgericht in 1998, na een fusie tussen de Serie C2-clubs Albinese Calcio en S.C. Leffe, respectievelijk uit Albino en Leffe, twee buursteden. Nadat ze waren gepromoveerd naar de Serie C1 in 2003 werd AlbinoLeffe, onder leiding van coach Elio Gustinetti, de verrassing van het seizoen. Ze haalden het tot de play-offs, waar Pisa Calcio werd verslagen. Hierdoor mochten ze het volgende seizoen uitkomen in de Serie B.
De reden dat AlbinoLeffe zijn thuiswedstrijden speelt in het Atleti Azzurri d'Italia in plaats van hun eigen stadion in Leffe (waar de Serie C-wedstrijden werden gespeeld), is dat dat stadion met een capaciteit van 2.260 plaatsen te klein was voor de Serie B. Hoewel AlbinoLeffe als een outsider werd beschouwd, heeft het al twee seizoenen degradatie weten te ontwijken. Albinoleffe eindigde in het seizoen 2005/2006 op de achttiende plaats na een uitzonderlijk goede tweede seizoenshelft, mede dankzij het feit dat de ervaren Emiliano Mondonico was gecontracteerd als de nieuwe trainer. Elio Gustinetti was echter sinds het seizoen 2007/2008 weer de hoofdcoach van de Italiaanse club. In hetzelfde jaar werd voor het eerst in de clubgeschiedenis de eerste plaats van de Serie B bereikt. In het jaargang 2008/2009 heeft de club uit de provincie Lombardije Armando Madonna als hoofdcoach aangesteld. In november 2009 werd Madonna ontslagen en keerde Mondonico terug naar de club.

## Erelijst
- Coppa Italia van Serie C

Kampioen 2002
- Serie C1 groep A

Nummer 2 2003
- Serie C2 groep A

Nummer 2 1999

## Eindklasseringen
| Seizoen | Competitie                        | Niveau | Eindstand | Coppa Italia | Opmerking                                                              |
| ------- | --------------------------------- | ------ | --------- | ------------ | ---------------------------------------------------------------------- |
| 2000/01 | Serie C1 Girone A                 | III    | 13        |              |                                                                        |
| 2001/02 | Serie C1 Girone A                 | III    | 13        |              |                                                                        |
| 2002/03 | Serie C1 Girone A                 | III    | 2         | 2e groep 2   |                                                                        |
| 2003/04 | Serie B                           | II     | 18        | 4e groep 3   |                                                                        |
| 2004/05 | Serie B                           | II     | 11        | 2e groep 2   |                                                                        |
| 2005/06 | Serie B                           | II     | 18        | 2e ronde     | winnaar play-outs > US Avellino (4-3)                                  |
| 2006/07 | Serie B                           | II     | 10        | 2e ronde     |                                                                        |
| 2007/08 | Serie B                           | II     | 4         | 1e ronde     | finale promotieserie > US Lecce (1-2)                                  |
| 2008/09 | Serie B                           | II     | 9         | 3e ronde     |                                                                        |
| 2009/10 | Serie B                           | II     | 11        | 2e ronde     |                                                                        |
| 2010/11 | Serie B                           | II     | 18        | 4e ronde     | winnaar play-outs > Piacenza Calcio (2-2 n.s.)                         |
| 2011/12 | Serie B                           | II     | 22        | 3e ronde     |                                                                        |
| 2012/13 | Lega Pro Prima Divisione Girone A | III    | 6         | 1e ronde     |                                                                        |
| 2013/14 | Lega Pro Prima Divisione Girone A | III    | 7         | 2e ronde     | kwartfinale promotieserie                                              |
| 2014/15 | Lega Pro Girone A                 | III    | 20        | 1e ronde     |                                                                        |
| 2015/16 | Lega Pro Girone A                 | III    | 17        | --           | verliezer play-outs > Pro Piacenza, alsnog handhaving                  |
| 2016/17 | Lega Pro Girone B                 | III    | 9         | --           | 8e finale promotieserie. Geplaatst voor nieuwe Serie C                 |
| 2017/18 | Serie C Girone B                  | III    | 5         | 2e ronde     | 2e ronde promotieserie                                                 |
| 2018/19 | Serie C Girone B                  | III    | 14        | 1e ronde     |                                                                        |
| 2019/20 | Serie C Girone A                  | III    | 8         | --           | 1e ronde promotieserie                                                 |
| 2020/21 | Serie C Girone A                  | III    | 7         | 2e ronde     | halve finale promotieserie; Ligatopscorer ex aequo:Jacopo Manconi (18) |
| 2021/22 | Serie C Girone A                  | III    | 12        | --           |                                                                        |
| 2022/23 | Serie C Girone A                  | III    | 19        | --           | Play-out > AC Mantova: 1-0 / 1-1                                       |
| 2023/24 | Serie C Girone A                  | III    | 13        | --           |                                                                        |
| 2024/25 | Serie C Girone A                  | III    | 4         | --           | 2e ronde promotieserie                                                 |

## Bekende (ex-)spelers
- Andrea Belotti (2012–2014)
- Giuseppe Biava (1998–2004)
- Alessandro Diamanti (2004–2006)
- Filippo Inzaghi (1992–1993)
- Alessandro Lucarelli (1997–1998)
- Ivan Pelizzoli (2009–2010)
- Giuseppe Signori (1984–1986)